# Platon Alexandrovitch Zoubov
 (janvier 2015).
Cet article comprend des extraits de la Biographie universelle ancienne et moderne de Louis-Gabriel Michaud. Il est possible de supprimer cette indication, si le texte reflète le savoir actuel sur ce thème, si les sources sont citées, s'il satisfait aux exigences linguistiques actuelles et s'il ne contient pas de propos qui vont à l'encontre des règles de neutralité de Wikipédia.
Pour les articles homonymes, voir Zoubov.
Pour les autres membres de la famille, voir Famille Zoubov.
Platon Alexandrovitch Zoubov (en russe : Платон Александрович Зубов), ou encore von Zuboff, (15 novembre 1767 Vladimir - 7 avril 1822 Lituanie) fut le dernier favori de l'impératrice Catherine II de Russie.

## Biographie
Il était fils d'un gouverneur de province qui avait acquis une grande fortune dans ses emplois, à force de concussions. Le jeune Platon reçut une éducation soignée, et entra au service dès son enfance. Devenu lieutenant dans le régiment des gardes, il se fit remarquer à la cour par une jolie figure et des manières séduisantes, Les femmes parlèrent de lui avec tant d'enthousiasme devant l'impératrice, qu'elles excitèrent sa curiosité. Cette princesse voulut le voir ; et le premier coup d'œil du jeune officier fit sur elle une vive impression. L'heureux lieutenant des gardes eut aussitôt le commandement d'un détachement qui accompagna l'impératrice à Tsarskoïe Selo. Il dîna seul avec elle, ainsi que cela était d'usage en pareil cas, reçut un présent de cent mille roubles, et fut installé dans l'appartement des favoris.

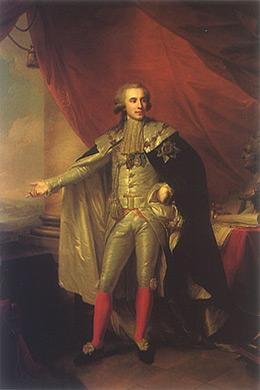
Platon Zoubov

Il fut en même temps décoré du titre de prince, de grand maître de l'artillerie ; enfin, il jouit de tout le crédit qu'avaient eu successivement les Orlov, les Lanskoï et les Potemkine, etc. Naturellement vain et arrogant, il n'usa pas avec modestie d'une faveur si haute et si inattendue ; et non moins avide d'argent que de pouvoir et d'honneurs, il ne laissa échapper aucune occasion d'augmenter sa fortune, qui devint très considérable.
On cite, entre autres exactions, la persécution qu'il dirigea, en 1795 et en 1796, contre les prêtres catholiques, dont l'archevêque métropolitain Rostoki qui avait refusé de lui compter six mille pièces d'or. La plupart de ces malheureux furent obligés d'apostasier pour se soustraire à l'exil ou à la mort. Mais Catherine cessa de vivre en novembre et son indigne favori rentra aussitôt dans le néant d'où elle l'avait tiré. Le nouveau souverain, Paul Ier, qui prit à tâche de faire en toutes choses précisément le contraire de ce qu'avait fait sa mère, obligea d'abord Zoubov à s'éloigner de la cour, et il lui donna ensuite l'ordre de quitter la Russie.
Après avoir voyagé pendant quelques années en Pologne, et dans diverses contrées de l'Allemagne, où il étala beaucoup de luxe et d'ostentation, Zoubov obtint la permission de revenir dans sa patrie ; et il eut à peine habité quelques mois Saint-Pétersbourg, qu'il devint un des chefs de la conspiration dont le résultat fut la mort de Paul Ier. Au jour de l'exécution il se montra l'un des plus ardents parmi les meurtriers de ce prince, et, après avoir essayé de lui faire signer un acte d'abdication, il lui dit insolemment : « Tu n'es plus empereur ; c'est Alexandre qui est notre maître. »
Après ce tragique événement, Platon Zoubov vécut dans la retraite, et il ne parut jouir d'aucun crédit sous le règne d'Alexandre. Il mourut vers 1817, laissant deux fils officiers aux chevaliers gardes.

## Distinctions
- Ordre de Saint-André.

## Source
« Platon Alexandrovitch Zoubov », dans Louis-Gabriel Michaud, Biographie universelle ancienne et moderne : histoire par ordre alphabétique de la vie publique et privée de tous les hommes avec la collaboration de plus de 300 savants et littérateurs français ou étrangers, 2e édition, 1843-1865 [détail de l’édition]